# EEF1AKMT3
EEF1AKMT3 (англ. EEF1A lysine methyltransferase 3) – білок, який кодується однойменним геном, розташованим у людей на 12-й хромосомі. Довжина поліпептидного ланцюга білка становить 226 амінокислот, а молекулярна маса — 24 911.
| 10         |  | 20         |  | 30         |  | 40         |  | 50         |
| ---------- |  | ---------- |  | ---------- |  | ---------- |  | ---------- |
| MADPGPDPES |  | ESESVFPREV |  | GLFADSYSEK |  | SQFCFCGHVL |  | TITQNFGSRL |
| GVAARVWDAA |  | LSLCNYFESQ |  | NVDFRGKKVI |  | ELGAGTGIVG |  | ILAALQGGDV |
| TITDLPLALE |  | QIQGNVQANV |  | PAGGQAQVRA |  | LSWGIDHHVF |  | PANYDLVLGA |
| DIVYLEPTFP |  | LLLGTLQHLC |  | RPHGTIYLAS |  | KMRKEHGTES |  | FFQHLLPQHF |
| QLELAQRDED |  | ENVNIYRARH |  | REPRPA     |  |            |  |            |

A: Аланін

C: Цистеїн

D: Аспарагінова кислота

E: Глутамінова кислота

F: Фенілаланін

G: Гліцин

H: Гістидин

I: Ізолейцин

K: Лізин

L: Лейцин

M: Метіонін

N: Аспарагін

P: Пролін

Q: Глутамін

R: Аргінін

S: Серин

T: Треонін

V: Валін

W: Триптофан

Кодований геном білок за функціями належить до трансфераз, метилтрансфераз. 
Задіяний у такому біологічному процесі, як альтернативний сплайсинг. 
Білок має сайт для зв'язування з S-аденозил-L-метіоніном. 
Локалізований у цитоплазмі, цитоскелеті.